# Ростовский детинец
Ростовский детинец — древнее укрепление Ростова X—XVII веков, предшествовавшее Ростовской крепости и Ростовскому кремлю (резиденции ростовских митрополитов).
Первоначальным Ростовом, впервые упомянутым в IX веке, считается Сарское городище, находящееся к югу от современного Ростова. Новое укреплённое поселение на берегу озера Неро было основано, предположительно, в X веке и совпало с волной славянской колонизации края в 920—930-х годах. Возможно, оно задумывалось как центр княжеской власти в противовес старому племенному центру мери, коим являлось Сарское городище. Последнее постепенно пришло в упадок и в XI веке, судя по археологическим данным, жизнь на нём затухла.
Детинец Ростова был овальным в плане и примыкал одной стороной к озеру. Его окружал высокий земляной вал, увенчанный деревянной стеной с башнями. Он имел, вероятно, трое ворот, а его длина составляла, предположительно, около 1600 м. В 1161—1162 годах Андрей Боголюбский заложил в детинце на месте сгоревшего деревянного Успенского собора одноимённый белокаменный Успенский собор. Сам детинец был расширен в северо-восточном направлении. В 1214—1218 годах при князе Константине Всеволодовиче в детинце был построен из плинфы великокняжеский дворец с каменным теремом и Борисоглебской церковью. К северу от двора князя находился двор епископа с церковью Иоанна Предтечи, а рядом с ним — Григорьевский монастырь. Вокруг детинца располагался обширный окольный город площадью 200 га, окружённый линией укреплений, состоявшей из вала, рва и деревянной стены. Она охватывала городскую застройку и детинец полукольцом. Вероятно, эта линия обороны длиной 3200 м была также построена в княжение Константина Всеволодовича.
В 1238 году во время монгольского нашествия на Русь Ростов был взят и сожжён монголами. Город вновь был взят и разграблен в 1315 году. Он также становился объектом нападений московских князей Юрия Даниловича в 1322 году и Ивана Калиты в 1339 году. В 1408 году город пережил крупный пожар, однако в дальнейшем продолжал быть значимым торгово-ремесленным центром, а также местопребыванием архиепископа. При Иване Грозном в Ростовском детинце было построено несколько каменных церквей, княжьи терема и каменная палата. Однако древние укрепления в конце XVI века явно не соответствовали уровню защиты, необходимому богатому крупному городу, о чём писал ещё Генрих Штаден. Поэтому в Смутное время Ростов стал относительно лёгкой добычей интервентов на службе у Лжедмитрия II, взявших Ростов в 1608 году и захвативших митрополита Филарета (отца будущего царя Михаила Романова). В дальнейшем Ростов ещё дважды брался интервентами — в 1610 году Александром Лисовским и в 1611 году Яном Сапегой.
В 1631 году по указу царя Михаила Фёдоровича начались крупные работы по созданию новых городских фортификаций, которые возглавил голландец Ян Корнелиус ван Роденбург (Ян Корнилов). Вероятно, основой для возводимой цитадели послужили земляные валы древнего детинца, которые, однако, подверглись коренной модернизации. Строительные работы по возведению Ростовской крепости в форме звезды по образцу западноевропейской фортификационной техники были завершены в 1633 году.